# Bartolomeo Pacca (1756–1844)
Bartolomeo Pacca (ur. 25 grudnia 1756 w Benewencie, zm. 19 kwietnia 1844) – włoski kardynał.

## Życiorys
Uzyskał doktorat utroque iure na uniwersytecie La Sapienza w Rzymie w 1775 roku. Tytularny arcybiskup Damietty od 1785. Nuncjusz apostolski w Kolonii 1786-94 i Portugalii 1794-1801. W Kolonii sprzeciwiał się przyznaniu wolności kultu protestantom, popadł też w konflikt z arcybiskupami-elektorami Kolonii i Trewiru.
W 1801 został mianowany kardynałem przez Piusa VII. Prosekretarz stanu w latach 1808-14, od sierpnia 1809 r. do stycznia 1813 r. był więziony z rozkazu Napoleona w piemonckiej twierdzy Fenestrelle. Po uwolnieniu powrócił do Rzymu i stanął tam na czele Junty Państwowej, która rządziła miastem do czasu powrotu papieża z Fontainebleau w kwietniu 1814 r. Początkowo reprezentował Stolicę Apostolską na kongresie wiedeńskim, szybko jednak zastąpił go sekretarz stanu Ercole Consalvi. Prefekt Kongregacji Kościelnych Immunitetów od 1809-20, kamerling Świętego Kościoła Rzymskiego 1814-24 i prefekt Kongregacji ds. Biskupów i Zakonów 1818-28. Protoprezbiter Kolegium Kardynałów od października do grudnia 1818. W grudniu 1818 uzyskał promocję do diecezji suburbikarnej Frascati. Biskup Porto i subdziekan Kolegium Kardynałów 1821-30. Zarządzał Rzymem podczas konklawe 1823. Prodatariusz jego Świątobliwości od 1824. Był legatem w Velletri za pontyfikatu Leona XII, działał przeciw karbonariuszom. W 1830 papież Pius VIII mianował go biskupem Ostii, dziekanem Świętego Kolegium, sekretarzem Świętego Oficjum i archiprezbiterem bazyliki laterańskiej.
W dniu 7 kwietnia 1820 r. papież Pius VII zatwierdził edykt kardynała Bartholomeo Pacca zwany w historiografii lex Pacca, który w oparciu o edykt z 1 października 1802 r. (lex Doria Pamfili – od nazwiska kard. Giuseppe Maria Doria Pamphili) określił zasady ochrony zabytków i dzieł sztuki, tworząc Urząd Kamerlinga (czyli Stałą Radę Kamery Apostolskiej) jako najwyższego zwierzchnika nad zabytkami [źródło: Dariusz Matelski, Znaczenie prawodawstwa Państwa Kościelnego dla ochrony zabytków w XIX i XX wieku, [w:] Prawna ochrona zabytków. Red. Teresa Gardocka i Jacek Sobczak, Wyd. Adam Marszałek w Toruniu i Szkoła Wyższa Psychologii Społecznej w Warszawie, Toruń 2010, s. 304-338].
Na konklawe w 1829 i 1830-31 wysuwano jego kandydaturę do tronu papieskiego, jednak wskutek sprzeciwu Francji nie został wybrany.
Był protektorem pisarzy i artystów oraz autorem pamiętników z okresu jak był nuncjuszem w Kolonii i Lizbonie. Zmarł w Rzymie.